# Pamela M. Kilmartin
| 2434 Bateson.         | 27 maggio 1981   |
| 3087 Beatrice Tinsley | 30 agosto 1981   |
| 3152 Jones            | 7 giugno 1983    |
| 3305 Ceadams          | 21 maggio 1985   |
| 3400 Aotearoa         | 2 aprile 1981    |
| 3521 Comrie           | 26 giugno 1982   |
| 3563 Canterbury       | 23 marzo 1985    |
| 3810 Aoraki           | 20 febbraio 1985 |
| 4154 Rumsey           | 10 luglio 1985   |
| 4243 Nankivell        | 4 aprile 1981    |
| 4248 Ranald           | 23 aprile 1984   |
| 4409 Kissling         | 30 giugno 1989   |
| 4819 Gifford          | 24 maggio 1985   |
| 4837 Bickerton        | 30 giugno 1989   |
| 5207 Hearnshaw        | 15 aprile 1988   |
| 5251 Bradwood         | 18 maggio 1985   |
| 5311 Rutherford       | 3 aprile 1981    |
| 5718 Roykerr          | 4 agosto 1983    |
| 5763 Williamtobin     | 23 giugno 1982   |
| 6142 Tantawi          | 23 marzo 1993    |
| 9018 Galache          | 5 maggio 1987    |

Pamela Margaret Kilmartin (...) è un'astronoma neozelandese.
Ha scoperto quarantuno asteroidi, tutti in collaborazione col marito Alan C. Gilmore.
È anche membro della Royal Astronomical Society of New Zealand (RASNZ).
Le è stato dedicato assieme al marito l'asteroide 2537 Gilmore, in seguito è stato dedicato specificatamente a lei un altro asteroide, 3907 Kilmartin.